# Aquilegia alpina
Aquilegia alpina (L., 1753), comunemente nota come aquilegia maggiore, è una pianta appartenente alla famiglia delle Ranunculaceae, diffusa sulla catena delle Alpi.

## Etimologia
L'origine del nome del genere (aquilegia) non è chiaro. Potrebbe derivare da Aquilegium (cisterna) o Acquam legere (raccoglitore d'acqua) per la forma particolare che ha la foglia nel raccogliere l'acqua piovana; come anche da aquilina (piccola aquila) a somiglianza dei rostri dell'aquila. Resta comunque il fatto che il primo ad usare tale nome sia stato il Tragus (altro botanico del 1600), e quindi il Tournefort (Joseph Pitton de Tournefort 1656 - 1708, botanico francese) e definitivamente Linneo che nel 1735 sistemò il genere nella sua Polyandria pentagyna.

L'epiteto specifico alpina si rifà invece all'areale in cui è diffusa la pianta, ovvero la catena montuosa delle Alpi. 

## Descrizione

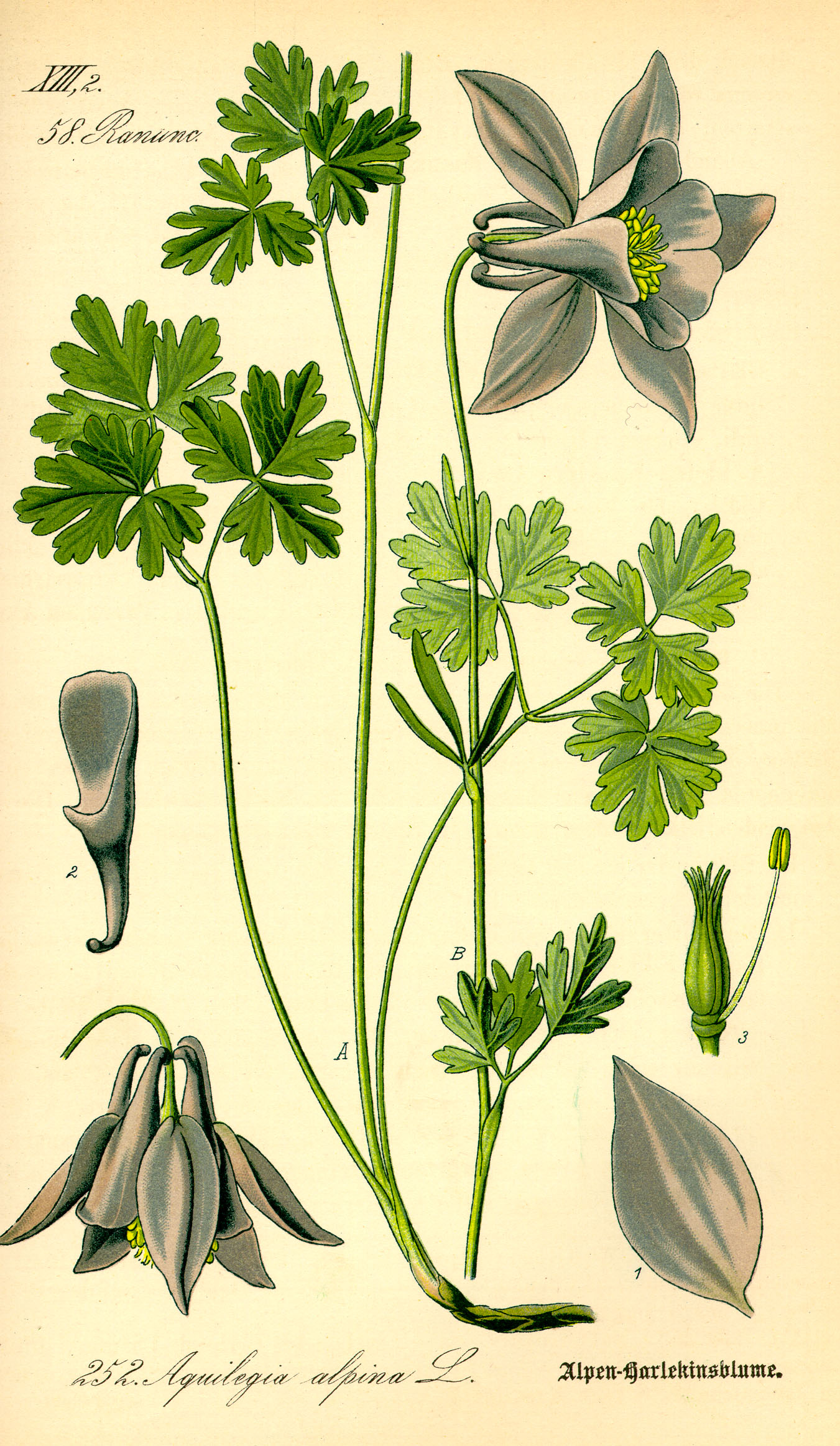
Aquilegia alpina Illustrazione tratta da Otto Wilhelm Thomé: "Flora von Deutschland, Österreich und der Schweiz", Gera (1885)

## Distribuzione e habitat
È una specie presente nelle Alpi centrali ed occidentali, nei paesi di Italia, Francia, Svizzera ed Austria.